# ドゥワニ県
ドゥワニ県（フランス語: Departement de la Douigny、Douigniとも）は、ガボン・ニャンガ州北部の県。1975年12月18日設置。
名称は同名の川に由来している。県都はモアビ。面積2,297km2、人口5,235人（2013年国勢調査）。

## 下位区画
3つのカントン（郡）と1つのコミューン（基礎自治体）から成る。
| 名称                 | 現地語名             | 人口 （2013年） |
| -------------------- | -------------------- | --------------- |
| ドゥアン＝ムエンビ郡 | Canton Douami-Muembi | 339             |
| ドゥバンジ郡         | Canton Doubandji     | 658             |
| ミガンバ＝イラ郡     | Canton Migamba-Yara  | 820             |
| モアビ               | Commune de Moabi     | 3,418           |